# کنعان (پسر نوح)
طبق روایات کنعان از پسران نوح بود که از کافران بود و مخالف پدرش نوح بود و بیشتر مفسران معتقدند که نوح از کفر کنعان خبر نداشته و او را به کشتی دعوت می‌کند اما او توجهی نمی‌کند و سرانجام به همراه کافران در طوفان نوح غرق می‌شود. او و مادرش به عنوان شخصیت منفی و مخالف نوح شناخته می‌شوند.